# Олімпік (Париж)
«Олімпік» (Париж) (фр. Olympique de Paris) — колишній французький клуб з Парижа, заснований 1908 року. Володар Кубка Франції 1918 року. У 1926 році був об'єднаний із своїм головним суперником, іншою столичною командою «Ред Стар» і припинив існування.

## Історія

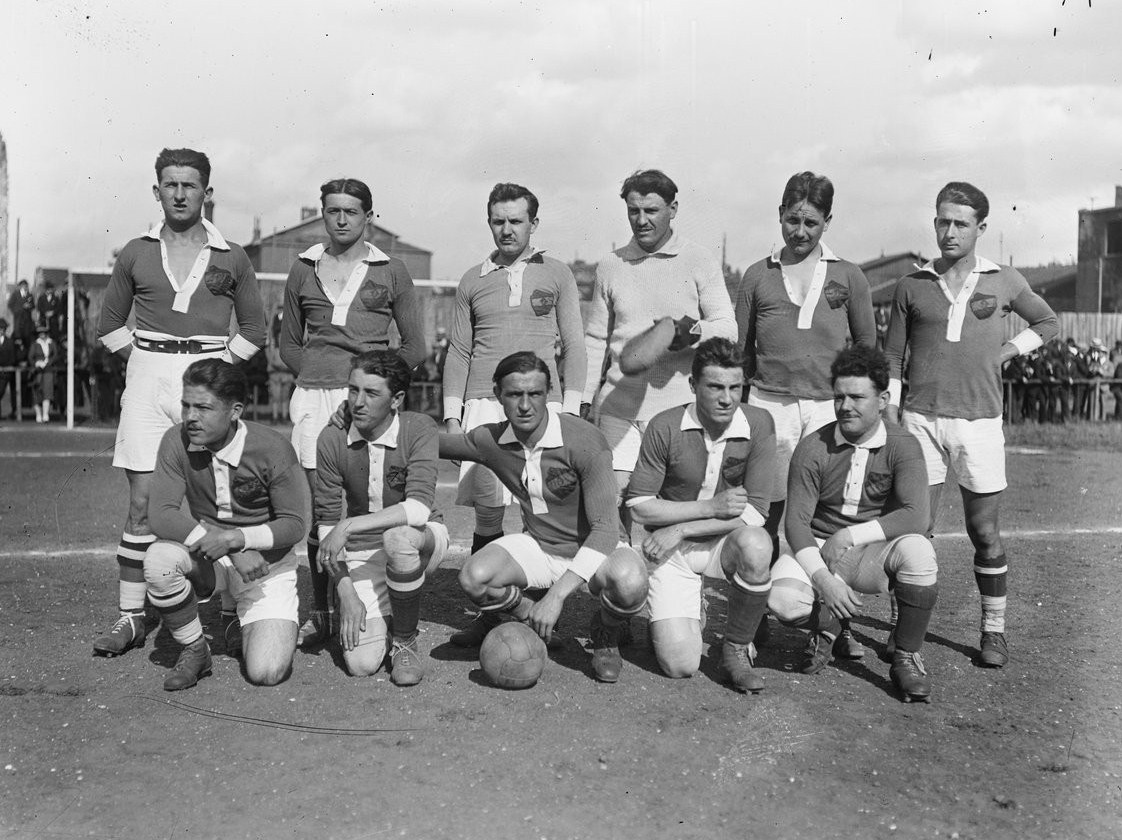
«Олімпік» (Париж) у 1920 році.

Команда «Олімпік» була заснована 1908 року, хоча за рядом джерел помилковою датою заснування подається 1895 рік. У 1918 році клуб виграв у першому розіграші Кубка Франції, а згодом у 1919 і 1921 роках клуб виходив у фінал цього ж змагання, але цього разу програвав іншим паризьким командам КАСЖ і «Ред Стар» відповідно.
Клуб виступав на великому по тодішнім міркам стадіоні «Бержер», обслуговування якого коштувало значних грошей, в результаті чого у команди почались фінансові проблеми. У розпал житлової кризи в Парижі, викликаної дефіцитом землі для будівництва, сім'я Гастона Сігранда, власника стадіону, продала свою землю в 1926 році забудовникові Шарлю Пелісьє, який вирішив знести стадіон, щоб звести новий житловий квартал.
Не маючи арени для проведення матчів команда 28 квітня 1926 року оголосила про злиття із своїм принциповим суперником клубом «Ред Стар». «Олімпік» передав новій команді свої зелені кольори, які використовуються і донині, а також клуб розширив назву на «Ред Стар Олімпік», яка використовувалась до 1967 року, крім того до об'єднаної команди були переведені деякі гравці «Олімпіка».. 

## Досягнення
- Володар Кубка Франції (1): 1918
- Фіналіст Кубка Франції (2): 1919, 1921
- Переможець чемпіонату Парижа (3): 1921, 1923[4], 1924[4]
- Володар Кубка Парижа (1): 1923